# SubStation Alpha
« Station Alpha » redirige ici. Pour les autres significations, voir Station Alpha (homonymie).
 (mars 2011).
SubStation Alpha (littéralement Station de Sous-titrage Alpha), dont le sigle est SSA, est un format de fichier de sous-titres plus abouti que le traditionnel SRT.
Sous Windows, pour afficher les sous-titres avec un lecteur ne supportant pas ce format, il est nécessaire de disposer de DirectVobSub (en) (ex VSFilter) et de l'utiliser conjointement avec un lecteur multimédia acceptant le DirectShow.
SubStation Alpha est aussi le nom du logiciel de sous-titrage pour le format, très populaire, bien qu'il ne soit plus maintenu (en anglais uniquement).
Ce format de sous-titres est fréquemment utilisé pour le fansub d'anime soit avec le format conteneur MKV (Matroska), soit lors de l'incrustation des sous-titres à la vidéo. L'incrustation (ou hardsubbing) est irréversible, car on mélange directement les sous-titres et la vidéo.  L'autre cas de figure, le softsubbing permet une plus grande liberté, tant au niveau du nombre de sous-titres qu'à la possibilité de les activer ou non.
Le hardsubbing ne nécessite ni VSFilter, ni composants particuliers.

## Le format de fichier SSA/ASS
- SSA correspond à la v4.00 ; ASS (format de fichier .ass) (Advanced SubStation Alpha) à la v4.00+ soit la plus évoluée.

Il existe des extensions aux formats SSA :
- Advanced SubStation Alpha (ASS) implémenté par Gabest dans VSFilter ;
- Advanced SubStation Alpha 2 (ASS2), aussi implémenté par Gabest dans VSFilter ;
- Advanced SubStation Alpha 3 (ASS3) implementé par equinox dans la bibliothèque asa.

Enfin, le format AS5 ou AS5 Subtitle Format basé sur le SSA et ses extensions vise à les remplacer.

## Programmes d'éditions
- Aegisub : Orienté édition, il fonctionne sous Windows NT, 2000 et XP ; partiellement sous Linux, FreeBSD ou encore sous MacOS X. Comme il possède un manuel complet et accessible (incluant des guides sur le fonctionnement de ce format de sous-titres), il s'adresse également aux débutants.
- Subtitle Editor : Outil d'édition de sous-titre sous GNU/Linux (ASS, SSA, SubRip, MicroDVD, MPL2, MPsub, SubViewer 2.0).
- Sabbu : C'est un éditeur ssa/ass avancé, orienté timing. Il fonctionne sous Windows et Linux et permet d'afficher les sous-titres en fonction des voix et de l'image dans un film/anime. Il peut être utilisé en remplacement de la version originale de SubStation Alpha, car il s'agit d'une version plus moderne, mais il n'est plus développé.
- SubStation Alpha : Cet abandonware freeware fut le premier outil d'édition de sous-titres. Bien qu'il soit fortement dépassé et qu'il ne soit plus développé, il reste l'un des favoris.
- Subtitle Workshop : L'utilisation de ce freeware n'est pas recommandée, car il ne respecte pas pleinement les règles du standard SSA/ASS sur les sous-titres et écrase les styles ajoutés par les logiciels précédemment utilisés.
- Subtitle Processor : Logiciel open source, qui est un éditeur de sous-titres offrant de nombreuses fonctionnalités.
- Jubler : Multi-plateformes (XP / Linux / MacOS X).
- Bloc Note, TextEdit et autres éditeurs de texte : Même s'il ne s'agit pas de la méthode d'édition la plus efficace, comme les scripts ASS/SSA sont codés en texte, ils peuvent être modifiés à l'aide de simples éditeurs de texte.
- VisualSubSync : Logiciel gratuit de sous-titre où l'on sélectionne la durée du sous-titre en sélectionnant une plage du spectre audio.